# Дусбург (город)
Дусбург (нидерл. Doesburg [ˈduzbʏrx]) — город и община в Нидерландах.

## География и экономика
Община Дусбург, включающая в себя лишь одноимённый город, лежит в устье реки Ауде-Эйссел, в месте её впадения в реку Эйссел, в 14 километрах у северо-востоку от Арнема, в провинции Гелдерланд.
Основным источником доходов местного населения является обслуживание туристов. Европейскую известность имеет производимая здесь горчица. В Дусбурге также находятся крупное предприятие по производству солнечных батарей и фабрика, выпускающая бетон.

## История
Ещё римлянами в этих местах по указанию Нерона Клавдия Друза был проложен судоходный канал Фосса-Друзиана (лат. Fossa Drusiana, нид.), хотя границы Римской империи со второй половины I века до н. э. проходили немного южнее). Дусбург сложился на правобережье двух названных рек. Наиболее раннее его упоминание приходится на вторую половину XI века. Права города Дусбург получил в 1237 году. В 1342 году был смыт наводнением, но на следующий год отстроен и окружён крепостной стеной. В 1447 году Дусбург, разбогатевший на речном судоходстве и торговле, вступает в Ганзейский союз. В 1697 году крепость Дусбурга была обновлена и усилена по проекту фортификационного инженера Менно ван Кугорна. В 1923 году она потеряла статус объекта оборонного значения. В апреле 1945 года при отступлении немецких войск в Дусбурге и вокруг него шли ожесточённые бои. Центр города с 1974 года находится под защитой государства как памятник средневековой истории.

## Галерея

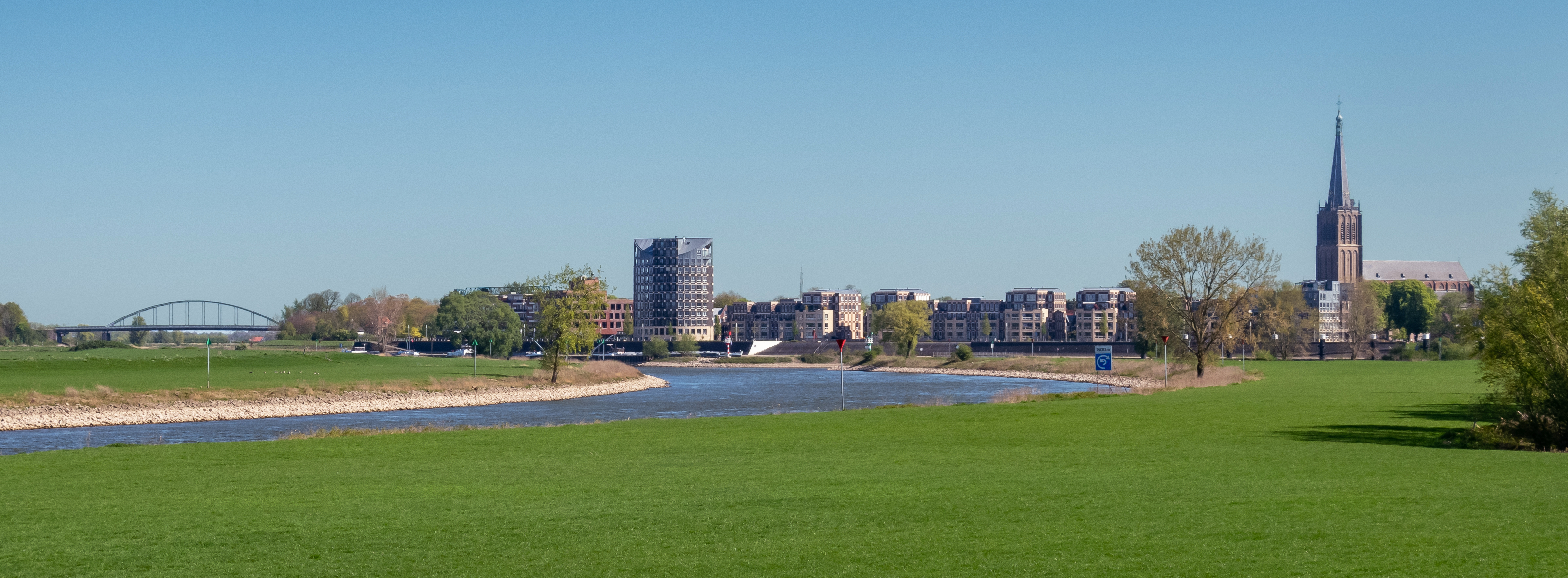
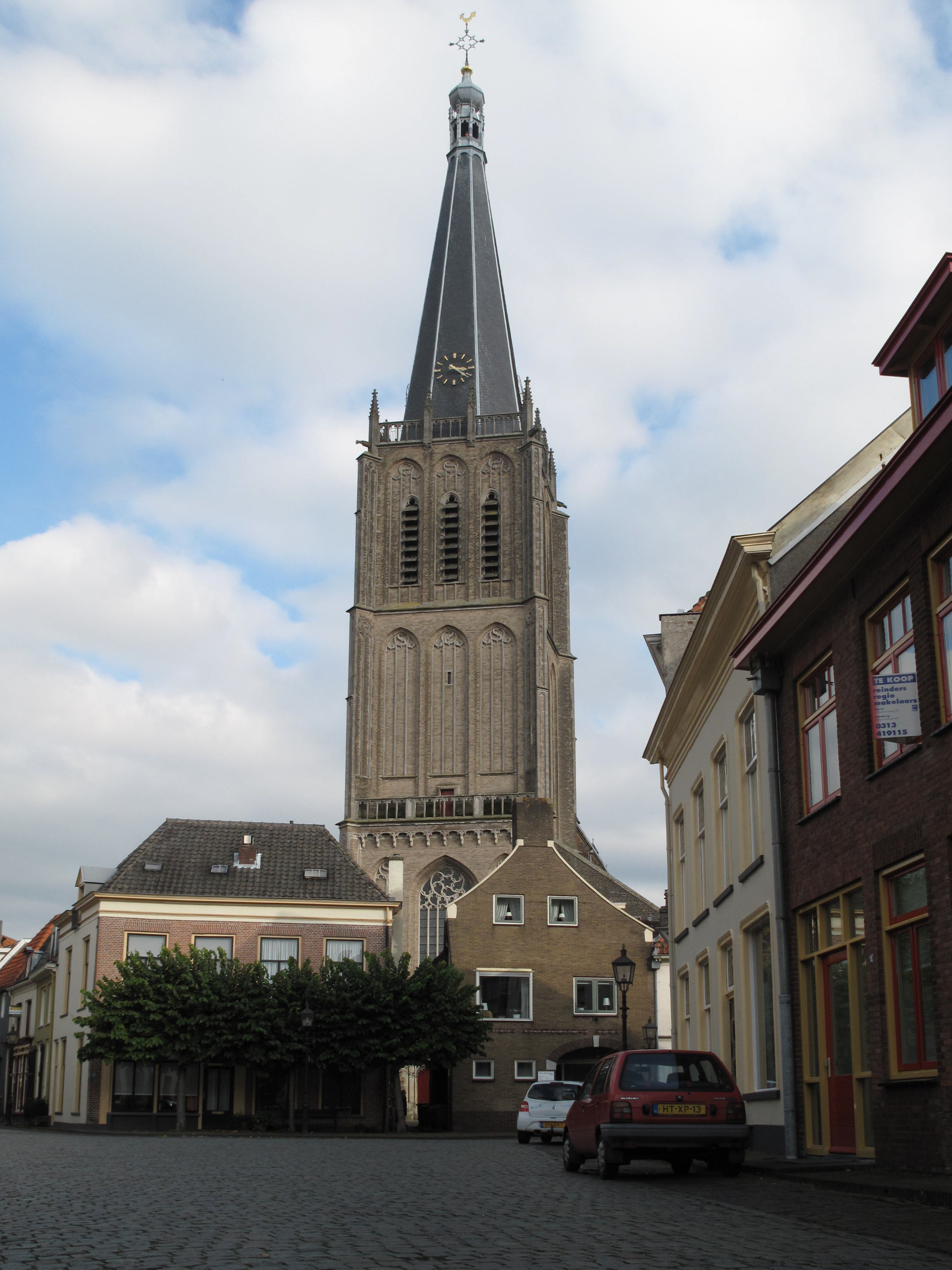
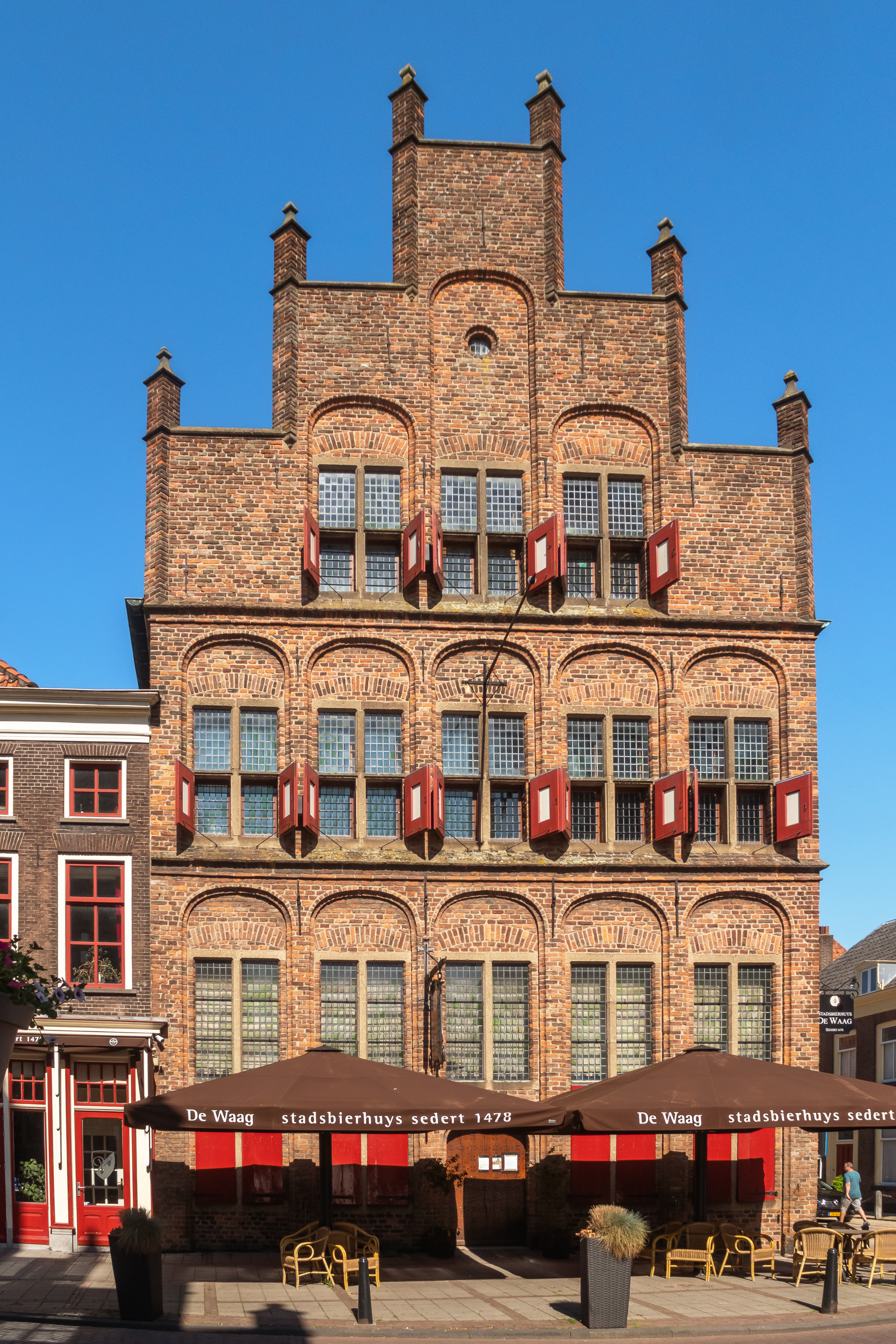
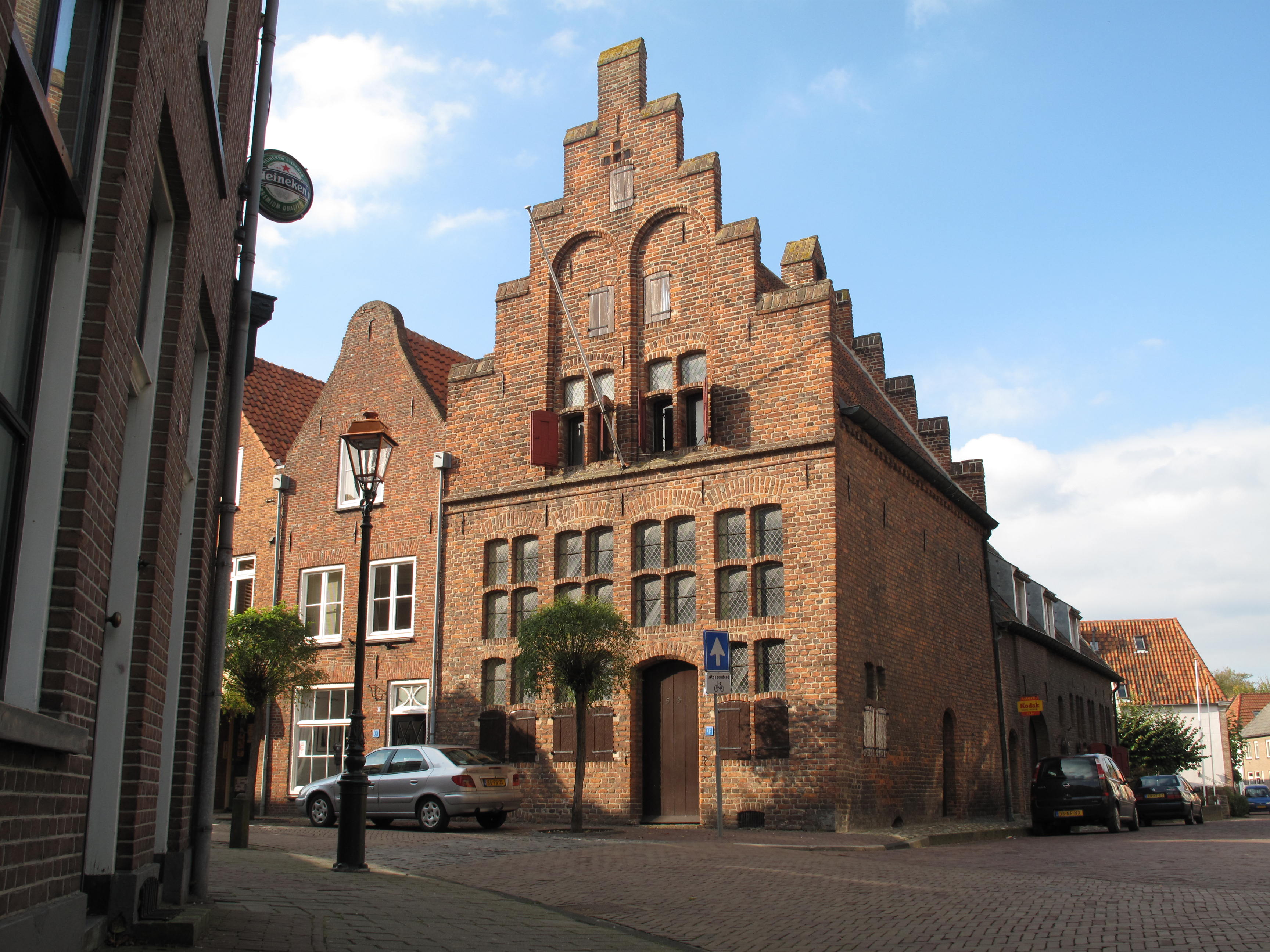
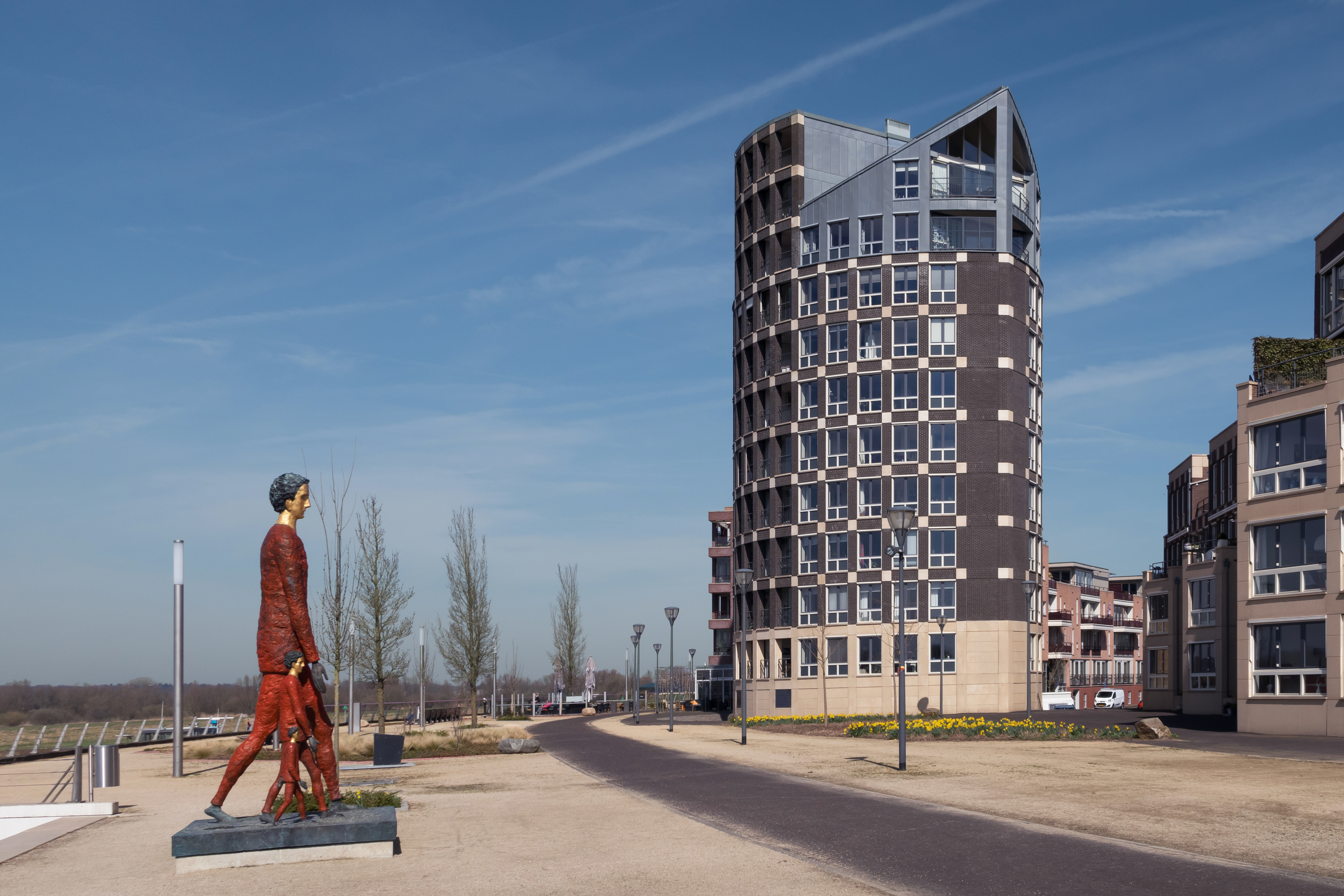
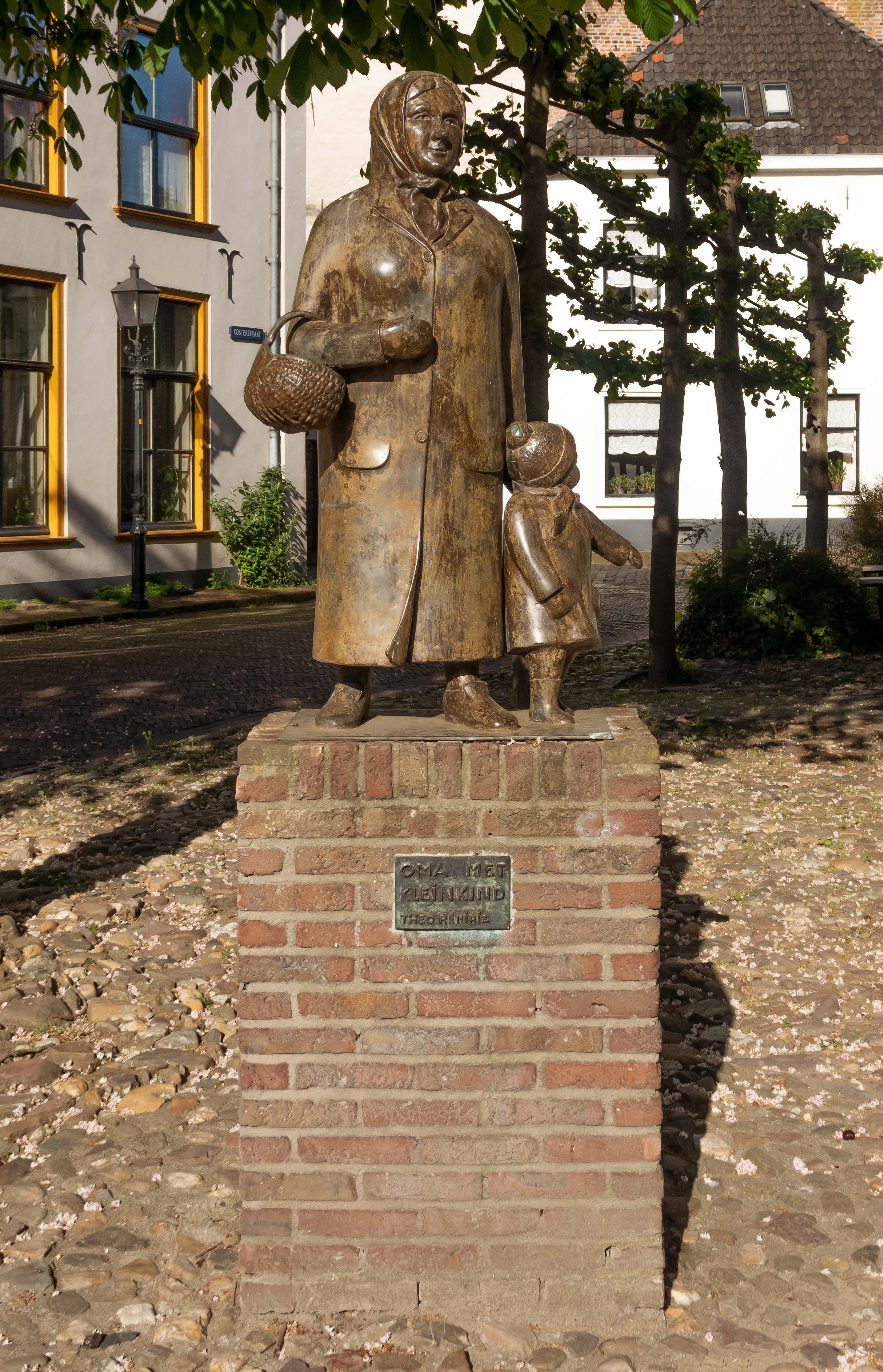
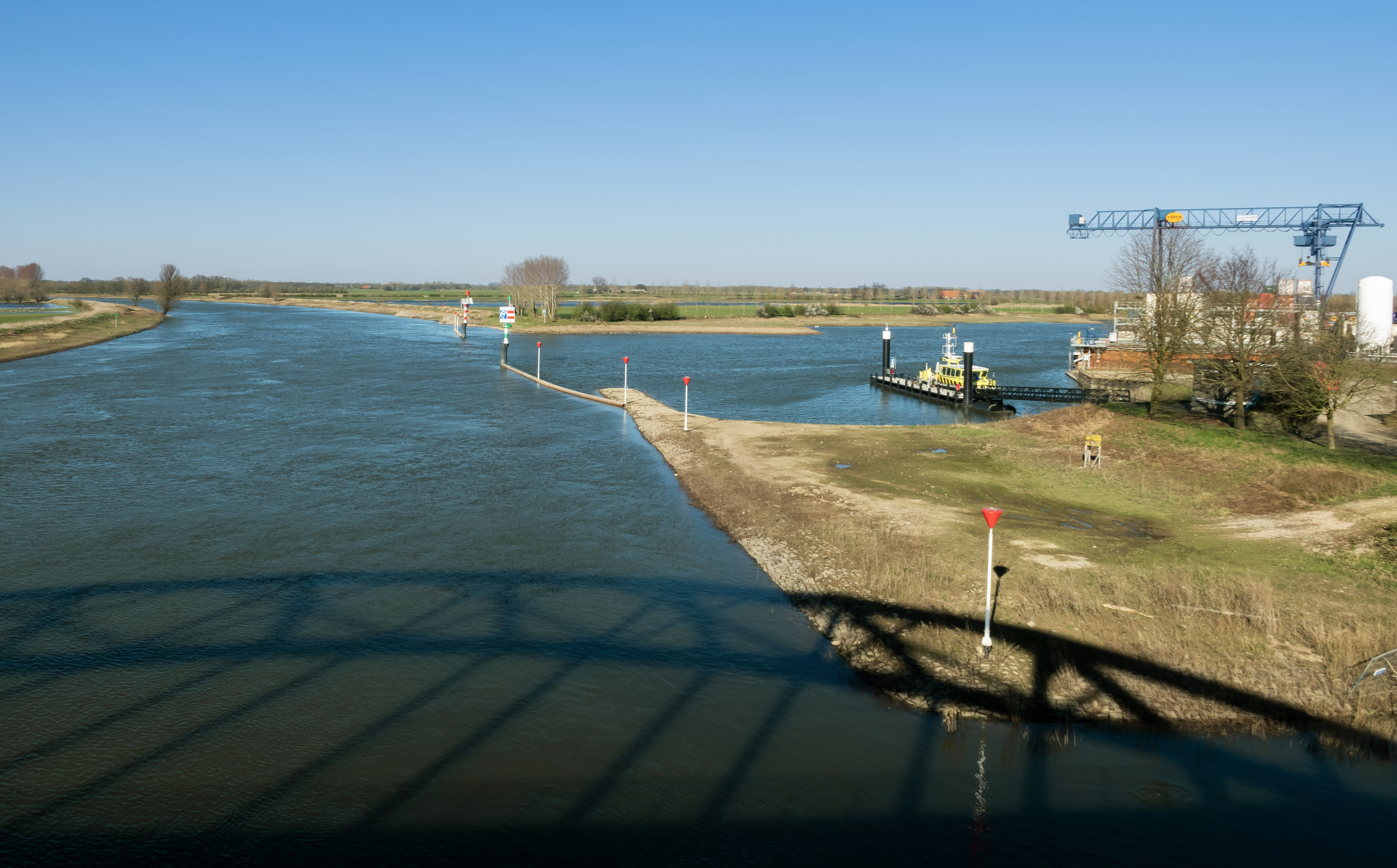